# HEPRO
HEPRO (ang. Health and Social Well-being in the Baltic Sea Region, j.pol. Zbiór Narzędzi dla Profili Zdrowotnych w regionie Morza Bałtyckiego) – międzynarodowy zbiór narzędzi do opracowania profilu zdrowia społeczności lokalnej.
Projekt powstał na bazie doświadczeń państw skandynawskich w zakresie pozyskiwania danych na temat stanu zdrowia, warunków oraz jakości, jak również stylu życia mieszkańców. Objął swoim zasięgiem 8 krajów regionu Morza Bałtyckiego. Były to: Dania, Norwegia, Finlandia, Szwecja, Litwa, Łotwa, Estonia oraz Polska. 
Głównym celem projektu było opracowanie uniwersalnej i transgranicznej ankiety do przeprowadzenia badań społeczności lokalnych w krajach biorących udział w projekcie, zebranie danych o stanie zdrowia społeczności lokalnych w ujednolicony sposób w kilkunastu miastach rejonu nadbałtyckiego oraz wykorzystanie zgromadzonych danych do stworzenia profilu zdrowia społeczności lokalnej. Powyższe ma w założeniu stanowić przydatny materiał wyjściowy dla władz samorządowych. Diagnoza społeczno-ekonomiczna warunków życia określonego miasta lub regionu teoretycznie umożliwia porównanie z innymi partnerami projektu i daje podstawy merytoryczne do tworzenia programów promocji zdrowia i profilaktyki chorób, zgodnych z lokalnymi potrzebami.